# Nelvana
Nelvana Limited é uma empresa canadense de distribuição e produção de animação fundada em 1971 por Michael Hirsh, Patrick Loubert e Clive A. Smith.  No ano 2000, a Nelvana foi adquirida pela Corus Entertainment, uma empresa pertencente à Shaw Communications.
Algumas das séries mais conhecidas de Nelvana incluem Inspetor Bugiganga, Os Ursinhos Carinhosos, As Aventuras de Babar, O Pequeno Urso, Rupert, Franklin, Max e Ruby, Os Backyardigans e Ruby Gloom. Foi também responsável pela distribuição de séries de anime japonesas, como Beyblade, Sakura Card Captors e Medabots, e a franquia Bakugan. A Nelvana também participou da distribuição de algumas séries americanas produzidas pela Nickelodeon como Os Padrinhos Mágicos, Danny Phantom, Bubble Guppies, Little Charmers e Fresh Beat Band of Spies, fora dos Estados Unidos. a Nelvana por sua franquias de marcas, os produtos da Mattel, Hot Wheels, os produtos da Hasbro, The Adventures of Chuck and Friends.

## Desenhos e seriados produzidos
Aqui está a relação de desenhos animados produzidos pela Nelvana e que foram dublados em língua portuguesa. No Brasil, atualmente são exibidos pela TV Cultura, Canal Futura, TV Globo, SBT, Rede Vida, RedeTV! e PlayTV no sinal aberto e diversos canais infantis no sinal fechado. Também eram exibidos alguns desenhos animados pela Rede Família. As que tem nomes de emissoras brasileiras entre parenteses são ou já foram exibidas no Brasil. Em Portugal foi dobrado em Português Europeu que exibiram os Canais de Televisão Infantil em Portugal, com a pareceria com a ZON TV (atual NOS)

### Década de 1970
- Small Star Cinema (1973-1977)

### Década de 1980
- Mr. Microchip (1983)
- 20 Minute Workout (1983-1985)
- Turma Genial (1983-1986) - TV Globo
- Inspetor Bugiganga (1983) - Rede Record, SBT, Rede Aparecida e Fox Kids
- Nossa Turma (1984, episódio piloto) - SBT
- Ursinhos Carinhosos (1986-1988) - SBT e Boomerang
- Madballs (1986-1987)
- Meu Monstrinho de Estimação (1987) - SBT
- T. & T.: A Força da Lei (1988-1990) - SBT
- Clifford, meu gigante cão vermelho (1988-1991) - Rede Record, SBT, Fox Kids, TV Globo e Cartoon Network
- As Aventuras de Babar (1989-1991) - TV Cultura e Rede Família e com canal pago Nickelodeon, Cartoon Network e HBO Family
- Beetlejuice (1989-1991) - Rede Record, Warner Channel, Cartoon Network e SBT

### Década de 1990
- Little Rosey (1990)
- As Aventuras de Tintim (1991-1992) - TV Cultura, Cartoon Network (Brasil),Rede 21 e Canal Futura
- Rupert (1991-1997) - TV Cultura e Nickelodeon
- The Rosey and Buddy Show (1992, especial de Little Rosey)
- Fievel, um Conto Americano (1992-1993) - TV Globo e Cartoon Network
- Dog City (1992-1994) - TV Globo
- A Lenda do Vento Norte (1992-1994)
- Eek! The Cat (1992-1997) - TV Globo, Fox e Fox Kids
- Vida de Cachorro (1993) - TV Globo
- Cadillacs e Dinossauros (1993-1994) - Band e HBO Family
- Contos da Cripta (1993-1997) - Fox Kids e HBO Family
- Free Willy (1994) - TV Globo, SBT e Warner Channel
- WildC.A.T.s (1994-1995) - Rede Record
- O Ônibus Mágico (1994-1997) - TV Globo, Nickelodeon e Boomerang
- Nancy Drew (1995) - Fox Kids
- The Hardy Boys (1995-1996) - Fox Kids
- Attack of the Killer B-Movies (1995)
- A História Sem Fim (1995-1996) - HBO, Nickelodeon, SBT e Boomerang
- Ace Ventura (1995-1997) - SBT, Rede Record, Cartoon Network e Warner Channel
- Jake and the Kid (1995-1999)
- Pequeno Urso (1995-2003) - TV Cultura e Nickelodeon
- Robin (1996)
- Sábado de Manhã (1996-1997)
- Os Dragões da Mesa Quadrada (1996-1998) - Nickelodeon
- Donkey Kong (1996-2000) - Rede Record e Fox Kids
- Rabiscos Ariscos (1996-2004) - Nickelodeon
- Blake e Mortimer (1997-1998) - HBO
- As Aventuras de Sam e Max (1997-1998) - Fox Kids e TV Globo
- Píppi Meialonga (1997-1999) - Nickelodeon
- Franklin (1997-2006) - Discovery Kids, Cartoon Network e TV Globo
- Elliot, o Alce (1998-2001) - TV Cultura
- Birdz (1998-1999)
- Ned e a Salamandra (1998-1999) - HBO, Cartoon Network e Boomerang
- Coelhinhos Tolinhos (1998-1999) - HBO Family
- Anatole (1998-2000)
- Guerreiros Místicos (1998-2000) - Discovery Kids e HBO Family
- A Escola do Rinoceronte Voador (1998-2000) - Nickelodeon e HBO Family
- Oh Yeah! Cartoons (1998-2001) - Nickelodeon
- Bob and Margaret (1998-2001) - Locomotion e Cartoon Network
- O Mundo Redondo de Olie (1998-2006) - TV Cultura, TV Brasil, Paraná Educativa, Playhouse Disney Channel, TV Globo, RedeTV!, Disney Junior e SBT
- George and Martha (1999-2000)
- Sakura Card Captors (na América distribuído como "Cardcaptors") (1999-2000) - Cartoon Network, TV Globo, Ulbra TV,  Boomerang, Loading e TV Cultura
- Universo Blaster (1999-2000) - Canal Futura
- Anthony Ant (1999-2001)
- Medabots (1999-2001) - Fox Kids, Jetix e TV Globo
- Redwall (1999-2001)
- Heróis em Resgate (1999-2003) - TV Globo

### Década de 2000
- Bookworm Bunch (2000-2004)
- O Pequeno George (2000-2001) - TV Cultura e Paraná Educativa
- Timothy vai à Escola (2000-2001) - TV Cultura, TV Escola e TV Brasil
- Corduroy (2000-2001) - Canal Futura
- Os Sete Monstrinhos (2000-2003) - TV Cultura, TV Brasil e Paraná Educativa
- Marvin The Tap-Dancing Horse (2000-2002)
- Pelswick (2000-2002)
- Maggie e a besta feroz (2000-2006) - Disney Channel
- Beyblade (2001) - Fox Kids, Jetix e TV Globo
- Os Chumbados (2001-2002) - Locomotion e Cartoon Network
- The Sausage Factory (2001-2002)
- Sagwa, a Gatinha Siamesa (2001-2002) - Canal Futura, Discovery Kids, TV Cultura, SBT, TV Globo, TV Brasil, Paraná Educativa e RedeTV!
- Pecola (2001-2003) - Cartoon Network e Boomerang
- Sorriso Metálico (2001-2005) - Fox Kids, TV Globo, Jetix e Disney Channel
- Committed (2001-2002)
- Padrinhos Mágicos (2001-2017) - Fox Kids, Jetix, Nickelodeon, TV Globo, Disney XD, Disney Channel e SBT
- Beyblade V-Force (2002) - Fox Kids, Jetix e TV Globo
- Beware of Dog (2002)
- Os Mistérios de Moville (2002-2003) - Fox Kids, Jetix
- Projeto Clonagem (2002-2003) - Cartoon Network
- Os Ursos Berenstain (2002-2004) - Cartoon Network e Boomerang
- Cyberchase (2002-2007) - TV Cultura
- Kirby: Right Back at Ya! (2002-2006) - Nickelodeon, TV Globo, Band e SBT
- Mundo Giz (2002-2008) - Nickelodeon
- Max e Ruby (2002-2010) (co-produção com a 9 Story Entertainment, Silver Lining Productions, Treehouse Originals e Nickelodeon Productions)
- Beyblade: G-Revolution (2003) - Jetix
- Joe Duffy (2003)
- Um Robo Adolescente (2003-2007) - Nickelodeon
- Meu Pai é um Roqueiro (2003-2005) - Cartoon Network e Boomerang
- Jacó Dois-Dois (2003-2007) - Cartoon Network, Boomerang e Canal Futura
- Best Friends (2004)
- Danny Phantom (2004-2007) - Nickelodeon, TV Globo e Band
- Pandalian (2004-2009)
- Delta State (2004)
- Os Backyardigans (2004-2010) - Canal Futura, Discovery Kids, Rede Vida, TV Cultura, TV Escola, TV Brasil, Paraná Educativa, Rede Aparecida, Rede Vida, TV Globo, SBT, Rede Record, RedeTV!, Band, Nickelodeon, Nick Jr. e em Portugal no Canal Panda e RTP2.
- Os Amigos da Miss Spider (2004-2008) - Cartoon Network, TV Cultura, TV Escola, TV Brasil, Rede Aparecida, Rede Vida, RedeTV!, Boomerang, Tooncast, Discovery Kids e Paraná Educativa
- The Loudness of Sam (2005-2006)
- Se Liga, Ian (2005-2007) - Cartoon Network
- Academia de Titãs (2005-2008) - Jetix
- Jane e o Dragão (2005-2011) - Disney Channel
- Funpak! (2006)
  - Coolman (2006)
  - Gruesomestein's Monsters (2006)
  - Harold Rosenbaum, Chartered Accountant Extreme (2006)
  - The Manly Bee (2006)
  - Martini & Meatballs (2006)
  - Miracle Koala (2006)
  - The 9th Life of Sherman Phelps (2006)
  - Rotting Hills (2006)
  - Sidekick (2006) - Cartoon Network
  - Wild, Wild Circus Company (2006)
- DI-GATA Defenders (2006-2008) - Cartoon Network
- Grostescologia: Agentes Asquerosos (2006-2009) - Jetix
- Ruby Gloom (2006-2011) - Boomerang
- Z-Squad (2006-)
- Manny, Mãos À Obra (2006-2013) - Playhouse Disney Channel, Disney Junior, TV Globo, TV Brasil, Paraná Educativa, TV Cultura, RedeTV! e SBT
- Horrid Henry (2006-2015, primeiros DVDs)
- Bakugan (2007-2012) - Cartoon Network, TV Globo, Boomerang, SBT e Tooncast
- The Future is Wild (2007-2008)
- My Friend Rabbit (2007-2008)
- Escola Wayside (2007-2008) - Nickelodeon
- Willa e os Animais (2008-2013) - Discovery Kids
- Seis Dezesseis (2008-2010) (co--produção com a Fresh TV e Cartoon Network Studios)
- Pearlie (2009-2010)
- Bakugan: Nova Vestroia (2009-2010) - Cartoon Network
- Beyblade: Metal Fusion (2009-2010) - Disney XD
- Hot Wheels: Battle Force 5 (2009-2011) - Cartoon Network, TV Globo, Boomerang, SBT e Tooncast

### Década de 2010
- Babar e as Aventuras de Badou (2010-2015) - Discovery Kids
- As Aventuras de Chuck e Amigos (2010-2013) - Discovery Kids
- Mistureba (2010) - Jetix/Disney XD
- Sidekick (2010-2013) - Cartoon Network
- Sr. Young (2010-2013, live-action) - Cartoon Network
- Life with Boys (2011-2013) - Nickelodeon
- Esquilo Intranquilo (2011-2013) - Cartoon Network
- Mike, o Cavaleiro (2011-2013) - Discovery Kids
- Bubble Guppies (2011-2016) - Nick Jr., TV Cultura, SBT, TV Globo, Rede Record, RedeTV!, Band, Canal Futura, Rede Vida, Rede Aparecida, TV Escola, Paraná Educativa, TV Brasil, Nick Jr. (Brasil) e Nick Jr. (Portugal)
- Franklin e Amigos (2011-2012) - Discovery Kids
- O Castigado (2012-2015) - Cartoon Network
- Ah Não! Uma Invasão Alienígena! (2013-2015) - Gloob
- Zack e Bud (2014-2015) - Gloob
- Trucktown (2014) - Discovery Kids
- Little Charmers (2015-presente) - Nick Jr.
- The Stanley Dynamic (2015–2017)
- Fresh Beat Band of Spies (2015-2016) - Nick Jr.
- Ranger Rob (2016–2018) - Nat Geo Kids e Canal Panda
- Frankie e os Zhu Zhu Pets (2016) - Discovery Kids
- Hotel Transylvania: A Série (2017-presente) - Disney Channel
- Mysticons (2017-2018) - Nickelodeon
- Wishfart (2017-presente)
- Bravest Warriors (2017)
- Esme and Roy (2018-presente)
- Go Away, Unicorn! (2018-presente) - RTP2
- D.N.Ace (2019-presente)
- Miss Persona (2018-presente)
- Corn and Peg  (2018-presente)
- Ollie's Pack (2020-presente)
- Bakugan: Battle Planet (2018-presente) - SBT

### A Estrear
- Chub City
- Happy Art Happy Life
- Gatchaman reboot
- Mech Mice
- Bakugan: Battle Planet

## Ligações Externas
- Página oficial